# Балканско ратно ваздухопловство
Балканско ратно ваздухопловство (енгл. Balkan Air Force (BAF)) у чијој су оперативној и административној надлежности, између осталих формација, биле и Прва и Друга ескадрила НОВЈ, формирано је 7. јуна 1944. године, са троструким задатком:
1. координирање операција са британским копненим снагама на Балканском полуострву
2. усклађивање дејстава над територијом Југославије према тражењима Врховног штаба НОВ и ПОЈ
3. вођење операција над источним Средоземљем.

Јединице Балканског ратног ваздухопловства биле су променљивог састава. Непосредно по формирању Балканске ваздухопловне снаге сатојале су се из десет сквадрона различитих националности - у њима су служили војници и официри из Југославије, Италије, Грчке и Пољске. Балканско ваздухопловство је дисциплински било потчињено РАФВР (енгл. Royal Air Force Voluntary Reserve). За команданта је именован ваздухопловни вицемаршал (енгл. Air Vice Marshal) Вилијам Елиот (енгл. William Elliott). Крајем 1944. године Балканско ратно ваздухопловство прерасло је у крупну ваздухопловну снагу са 21 ловачким сквадроном, осам сквадрона средњих и два сквадрона тешких бомбардера у свом саставу.
У периоду од 7. јуна 1944. до 7. маја 1945. године, БАФ је превезао око 1.200 тона разног материјала, а РАФ, од јуна 1941. до краја рата укупно око 16.600 тона. Над Југославијом РАФ је извршио укупно 11.632 авио-полетања, од чега 8.640 ратних задатака гађања, ракетирања и бомбардовања.
БАФ је у септембру 1944. извео са јединицама НОВЈ заједничку операцију „Ратвик“ против непријатељских комуникација на западном Балкану.
Балканско ратно ваздухопловство интензивирало је дотадашње логистичке везе са НОВ и ПОЈ на терену. Значајно се повећала евакуација рањеника и болесника, као и допремање ратног материјала, хране и одеће. Први рањеници смештени су у савезничке војне болнице у местима Грумо и Таранто у Италији, као и на Малти. Врховни штаб НОВ и ПОЈ је успоставио Санитетску војну мисију НОВЈ у Италији. Већ у августу 1944. у савезничким војним болницама налазило се око 7.000 рањеника.
У савезничке војне болнице евакуисано је око 15.600 рањеника и болесника, и то:
- из Босне и Херцеговине, са аеродрома и летелишта: Медено поље - 1.800; Купрешко поље - 29; Гламочко поље - 214; Благајско поље - 180; Гацко - 203; Тичево - 500 и Осмаци - 1.100; укупно - 4.100;
- из Хрватске, са летелишта: Вргин Мост и Горње поље - 967; -Шаламунићи - 100; Милашевац и Бучањ - 267; Крбавско поље - 561. и Воћин - 1500; или укупно - око 3.400;
- из Црне Горе: Доња Брезна - 1059; Беране - 1700; Његовуђе - 390 и Никшић - 90, или укупно - око 3250;
- из Словеније: Оток - 140; Стари Трг - 100; Надлеско - 355; Красинец - 2041, укупно око 2650;
- Из Србије: Шуљам - 98; Моровић - 27 и Карловчић - 90 (односно из Војводине - 215); Сокобања - 70; Шљивовица - 298; Косанчић - 112; Мирошевац - 240; Бојник - 200 и из Топлице - 100, укупно из Србије - 1235 рањеника и болесника.[2]

Током дејстава над Југославијом савезничко ваздухопловство је у више махова неплански, некоординирано, а најчешће услед непотпуне идентификације циљева и земене објеката тукло југословенске јединице, дејствовало по југословенским авионима и потапало пловна средства Морнарице НОВЈ. Тако је 20. октобра 1944. године пет британских спитфајера напало изнад Далмације поштански авион НОВЈ у коме се налазио командант Осмог корпуса НОВЈ Владо Ћетковић, који је том приликом погинуо.
Јединице НОВ и ПОЈ спасавале су оборене савезничке пилоте на целој територији Југославије. Са подручја Словеније и Истре спашено је 303 америчка и 389 британских пилота и осталих чланова посада, а само до средине 1944. у Италију је евакуисано нешто више од 1000 савезничких ваздухопловаца, спасених на територији Хрватске, Црне Горе и Босне и Херцеговине, или укупно близу 4.000 пилота и чланова посада, у периоду 1943—1945. Волтер Р. Робертс у књизи „Тито, Михаиловић и савезници, 1941 - 1945“ (Tito, Mihailovic and the Allies 1941-1945) наводи податак о 2.000 спасених авијатичара.